# Khan Méan Chey
Khan Méan Chey är ett distrikt i Kambodja.   Det ligger i provinsen Phnom Penh, i den södra delen av landet. Huvudstaden Phnom Penh ligger i Khan Méan Chey. Antalet invånare är 157 112.